# Matt Watkins
Matthew "Matt" Watkins, född 22 november 1986, är en kanadensisk professionell ishockeyspelare som spelar inom NHL–organisationen Washington Capitals. Han har tidigare spelat på NHL–nivå för Phoenix Coyotes.
Han draftades i femte rundan i 2005 års draft av Dallas Stars som 160:e spelare totalt.